# Ngô Bảo Châu
Ngô Bảo Châu  (født 28. juni 1972) er en vietnamesisk matematiker. Han blev født i Vietnam. Han er uddannet på universitetet i Hanoi, Vietnam. Han studerede i Frankrig. Han arbejder for Institute for Advanced Study i Princeton, New Jersey. Ngo Bao Chau blev tildelt Fieldsmedaljen i 2010, på et møde i Hyderabad i Indien. I dag har han fransk statsborgerskab.